# مورایاما، یاماگاتا
مورایاما در استان یاماگاتا در کشور ژاپن  واقع شده‌است  که دارای جمعیت ۲۷٬۵۸۶ نفر و مساحت ۱۹۶٫۸۳ کیلومتر مربع با تراکم جمعیت ۱۴۰  نفر در کیلومترمربع است و در تاریخ ۱ نوامبر ۱۹۵۴ به عنوان شهر شناخته شد.